# Rosa Grena Kliass

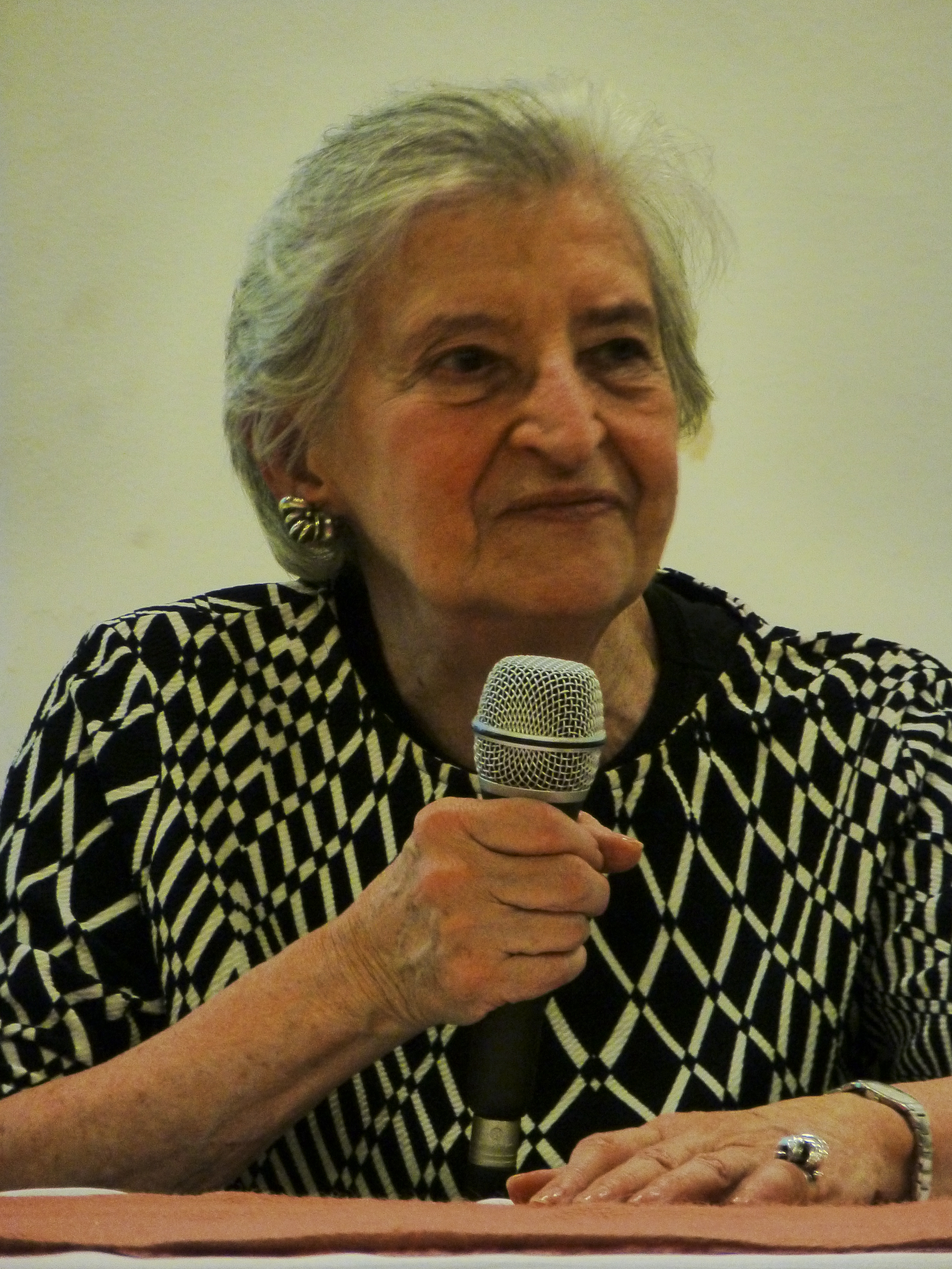
Rosa Grena Kliass, 6. Oktober 2016

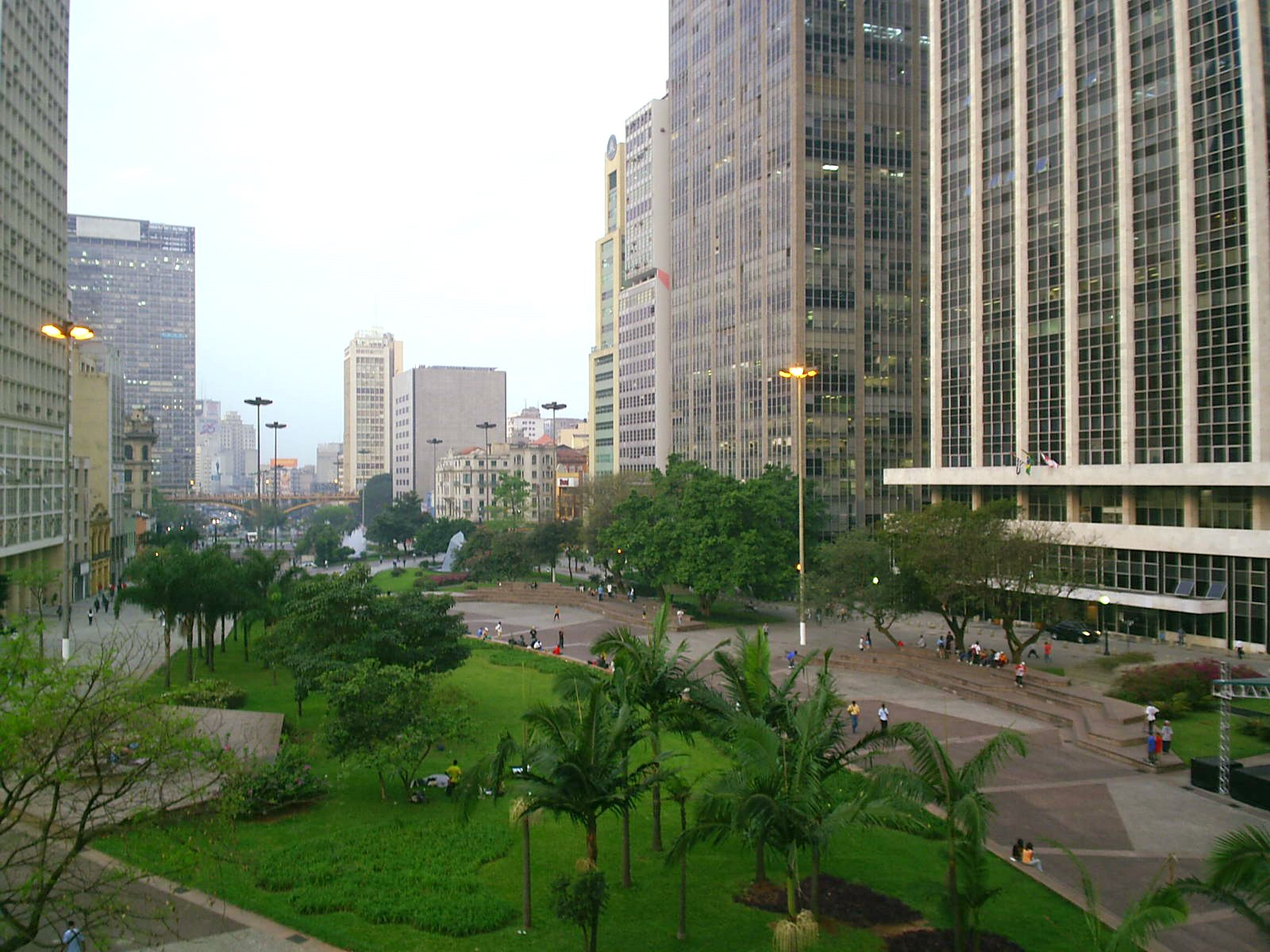
Vale do Anhangabaú, São Paulo

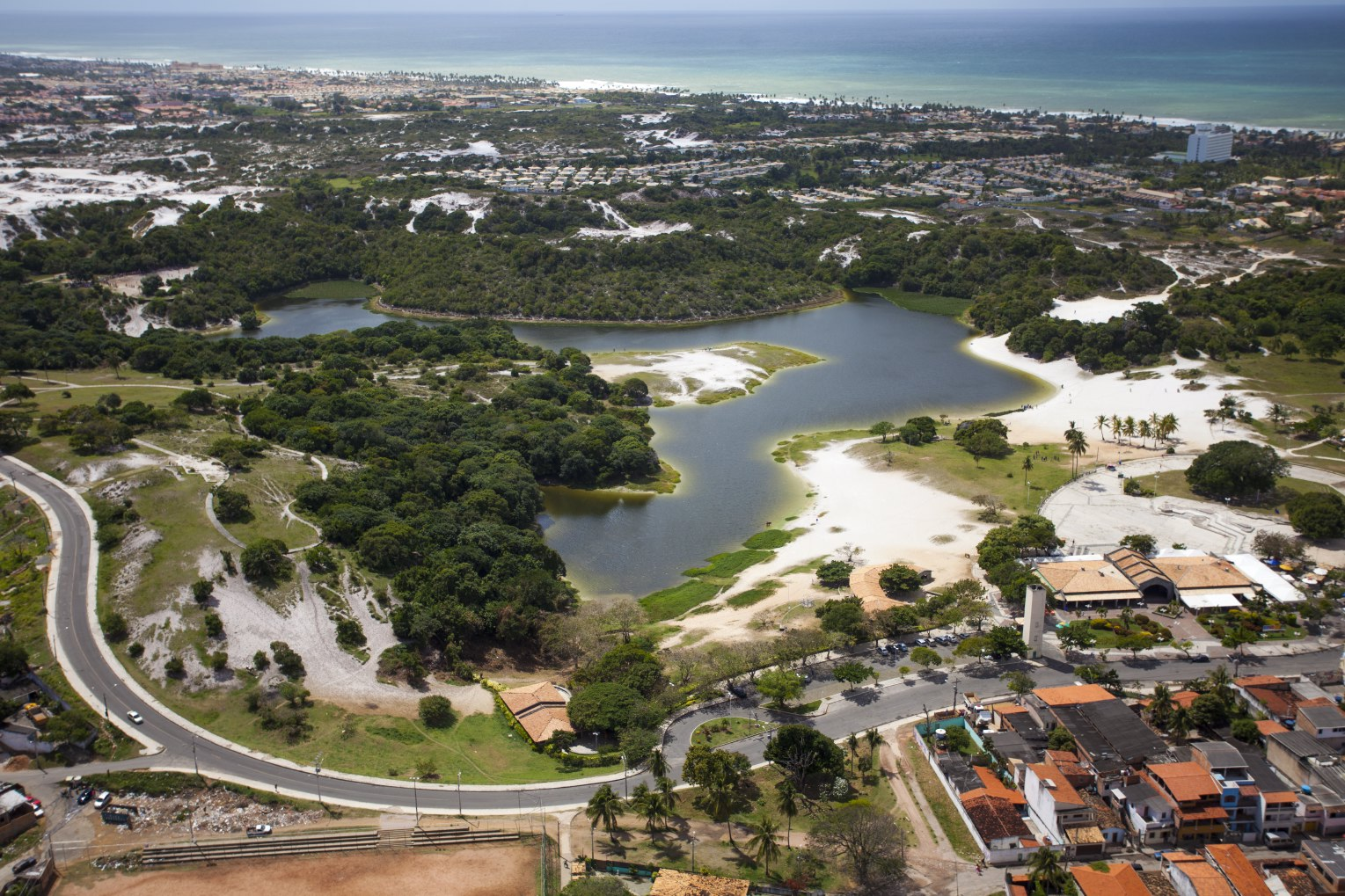
Luftaufnahme vom Parque Metropolitano do Abaeté, Salvador da Bahía

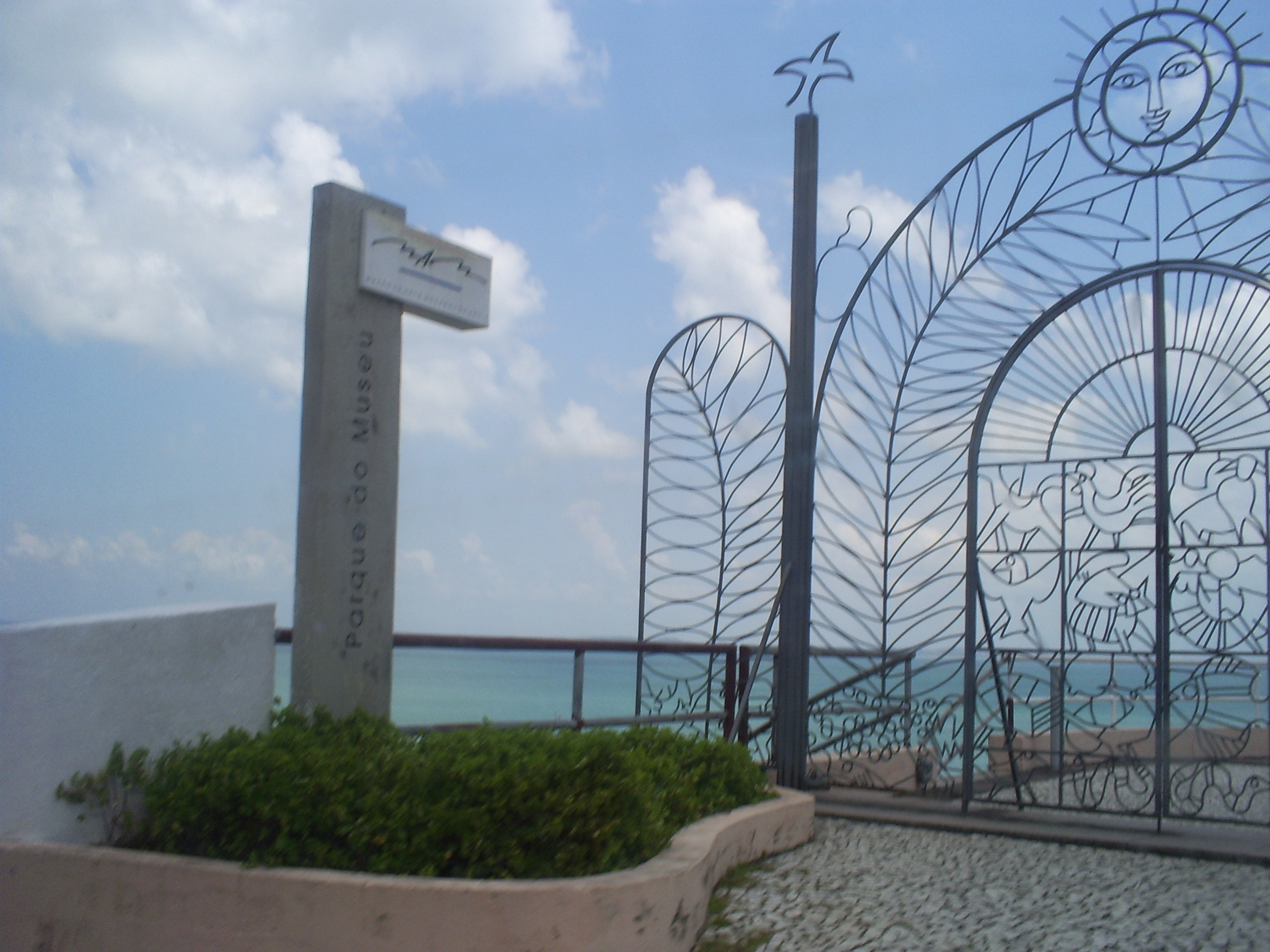
Parque das Esculturas, Salvador da Bahía

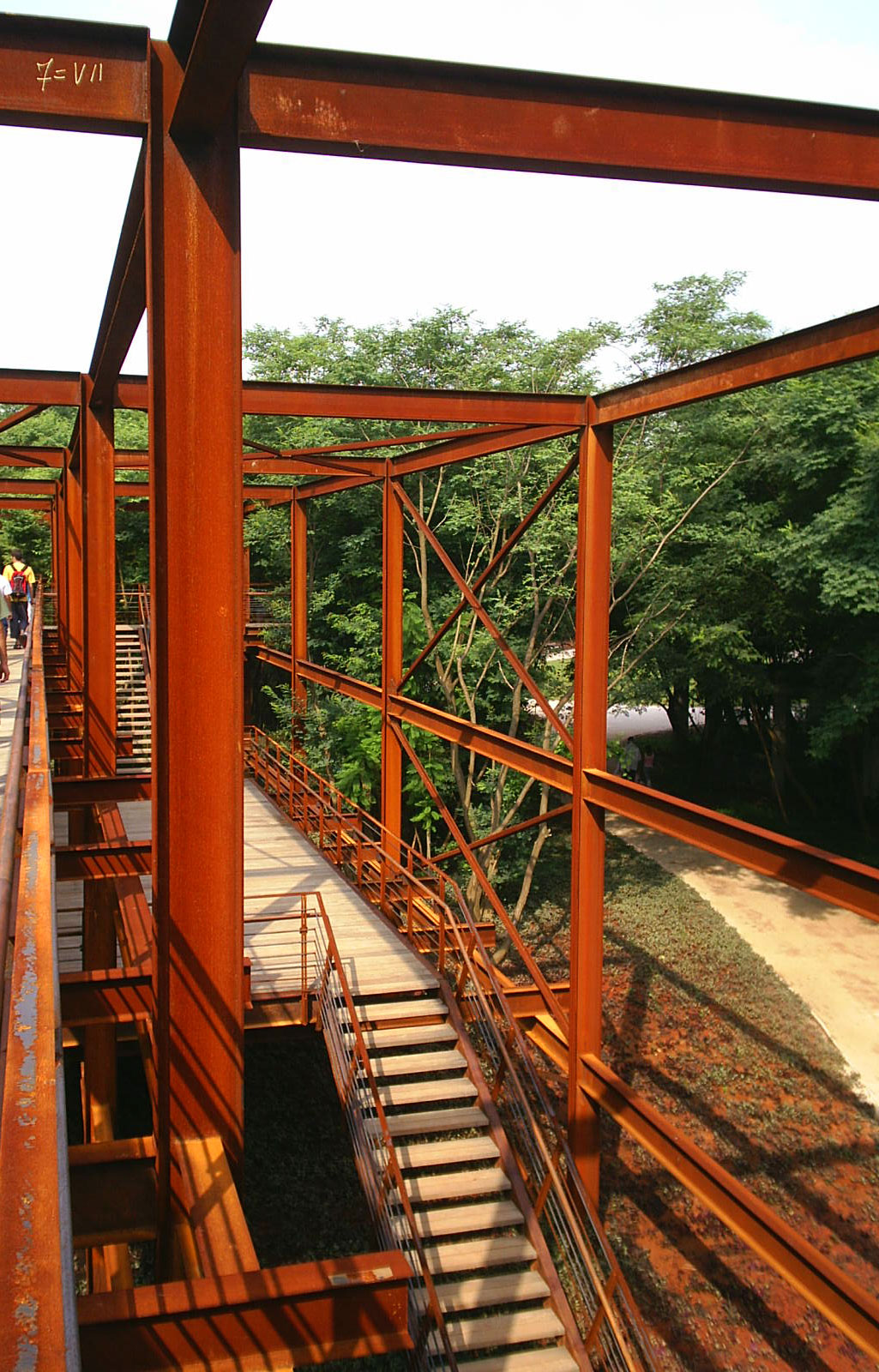
Parque da Juventude, São Paulo

Rosa Grena Kliass (* 15. Oktober 1932 in São Roque, São Paulo) ist eine brasilianische Landschaftsarchitektin, die große Bedeutung für die Wahrnehmung und Anerkennung dieses Berufes in Brasilien hat.

## Leben
Kliass wurde als Rosa Alembick 1932 im Landesinneren im Bundesstaat São Paulo als Kind von José and Sonia Alembick (geborene Groisman) geboren. Sie besuchte die Grundschule in São Roque, zog aber 1944 für die staatliche Sekundarschule nach São Paulo. Alembick und ihre Familie lebten in der jüdischen Gemeinde im Bezirk Bom Retiro in São Paulo.
1955 schloss sie ihr Architekturstudium an der Fakultät für Architektur und Städtebau der Universität von São Paulo ab. Damals wurde im letzten Studienjahr das Fach Landschaftsgestaltung von dem US-amerikanischen Landschaftsarchitekten Roberto Coelho Cardozo unterrichtet, über den Grena Kliass Kontakt mit kalifornischen Landschaftsarchitekten erhielt, darunter Thomas Dolliver Church, Garrett Eckbo und Lawrence Halprin. Während ihres Studiums verbrachte sie einige Zeit im Büro von Rino Levi, und dort traf sie auch Roberto Burle Marx, einen Pionier der brasilianischen Landschaftsarchitektur.
1956 heiratete Alembick den Architekten Wlademir Kliass (1929–1985). Das Paar bekam zwei Kinder, Paulo (* 1958) and Sonia (* 1964).

## Laufbahn
1969 erhielt Kliass ein Stipendium der United States Agency for International Development (USAID), um Büros und Institute für Landschaftsarchitektur in den Vereinigten Staaten zu besuchen. Im selben Jahr schloss sie ihren Master-Studiengang an der Universität São Paulo ab. Bald darauf gründete sie ihr eigenes Architekturbüro Rosa Grena Kliass Landscape, Planning and Projects Ltd.
Die Firma hat eine Reihe von städtischen und institutionellen Planungen und Projekten in ganz Brasilien ausgeführt, darunter die Planungen für Grünanlagen in São Paulo, Curitiba und Salvador da Bahia, Grünanlagenplanung und Aufbau des städtischen Instituts für Stadtlandschaft in São Luís im Bundesstaat Maranhão, wichtige Landschaftsgestaltungsprojekte für Alleen und Plätze im Stadtzentrum von São Paulo wie die Avenida Paulista (1973), die Neugestaltung des Vale do Anhangabaú (1981, ein Projekt, das in einem vom Institut der Architekten Brasiliens organisierten nationalen Wettbewerb gewonnen wurde) und den Parque de la Juventud (2003 eröffnet, 2007 geschlossen); des Weiteren Landschaftsprojekte für die internationalen Flughäfen von Brasília und Belém im Norden Brasiliens.
Kliass war auch als Beraterin im Thema Landschaftsentwicklung für zahlreiche Regierungsinstitutionen tätig, darunter das Ministerium für Wirtschaft und Planung des Bundesstaates São Paulo, das Ministerium für Wasser und elektrische Energie (DAEE), die Stadtverwaltung von São José dos Campos, der Bundesstaat São Paulo  und die Wohnungsbehörde der Metropolregion São Paulo (COHAB).
1976 gründete Kliass die Vereinigung brasilianischer Landschaftsarchitekten, die Asociación Brasileña de Arquitectos Paisajistas (ABAP). Sie war in den Jahren 1980, 1983, 1989, 1991 und 2000 Präsidentin der Organisation. Als ABAP-Delegierte war sie auch eng verbunden mit der International Federation of Landscape Architects (IFLA). 1978 half sie bei der Koordination des XVI. IFLA-Weltkongresses in Salvador. Sie war eine Amtszeit lang Sekretärin der Region West (Nord- und Südamerika) und 2000–2002 Vizepräsidentin für die Region West.

## Ausgeführte Projekte (Auswahl)
- Landschaftsplanung für Curitiba, Paraná (1965)
- Grünflächen und Naherholung für die Stadtverwaltung von São Paulo,  São Paulo (1968)
- Projeto Paisagístico da Avenida Paulista, São Paulo (1973)
- Grün- und Freiflächenstudie für Salvador, Bahia (1976)
- Parque Mariano Procópio in Juiz de Fora, Minas Gerais (1979)
- Parque Halfeld in Juiz de Fora, Minas Gerais (1979)
- Reurbanisation im Vale do Anhangabaú, São Paulo (1981)
- Parque Metropolitano do Abaeté, Salvador, Bahia (1992)
- Parque das Esculturas, Salvador, Bahia (1996)
- Parque da Residência, Belém, Pará (1998)
- Estação das Docas, Belém, Pará (1998)
- Feliz Lusitânia, Forte do Castelo, Belém, Pará (1998)
- Innenhöfe des Museu de Arte Sacra, Belém, Pará (1998)
- Parque da Juventud in São Paulo, São Paulo (2003)
- Landschaftsplan für die Stadtverwaltung von São Luís, Maranhão (2003)

## Lehre
Kliass lehrte Landschaftsarchitektur und Städtebau an der Fakultät für Architektur und Städtebau der Universidade Presbiteriana Mackenzie in São Paulo (1974–1977) und an der Fakultät für Architektur und Städtebau der Katholischen Universität von Paraná. 1980–1981 leitete sie den Kurs für Landschaftsarchitektur und war 1982 Koordinatorin des Spezialkurses für Architektur. 1981 war sie verantwortlich für das Spezialisierungsprogramm für Landschaftsarchitektur an der Schule für Architektur und Urbanismus am Centro Universitário Braz Cubas, Mogi das Cruzes, São Paulo.

## Auszeichnungen
Kliass zeichnet sich sowohl durch ihre unabhängige und professionelle Arbeit in der Landschaftsarchitektur als auch durch ihren Einsatz für Organisationen in dieser Disziplin aus. Ihre Werke decken verschiedene Ebenen ab, vom architektonischen Einzelprojekt bis zur übergreifenden Landschaftsplanung. Einige Konzepte davon sind in Brasilien und im Ausland veröffentlicht und ausgezeichnet worden, wie z. B. der Landschaftsentwurf für den Jugendpark, der 2004 auf der Panamerikanischen Architekturbiennale in Quito ausgezeichnet wurde.
Im Jahr 2006 erhielt sie in Würdigung ihres Gesamtwerks den Preis der V. Biennale für lateinamerikanische Architektur und Städtebau (V Bienal Iberoamericana de Arquitectura y Urbanismo).
2014 erhielt Kliass den von Embraesp (Empresa Brasileña de Estudios de Patrimonio) verliehenen Pensador de Cidades: Luiz Antônio Pompéia.
Der Stadtrat von São Paulo verlieh Rosa Grena Kliass 2016 mit dem Titel Cidadã Paulistana die Ehrenbürgerschaft.

## Veröffentlichungen
Rosa Grena Kliass ist Autorin mehrerer im In- und Ausland veröffentlichter Werke. Auch ihre theoretischen Arbeiten sind von erheblicher Relevanz. Dazu zählen:
- Parques urbanos de São Paulo. Pini Editora, São Paulo 1993, ISBN 978-85-7266-024-2 (portugiesisch).
- mit Ruth Verde Zein: Desenhando Paisagens, Moldando Uma Profissão – Rosa Kliass Uma seleção de mais de 50 anos de trabalho. Editora Senac São Paulo, São Paulo 2006, ISBN 85-7359-511-6 (portugiesisch).